# 洛川县
洛川县位于中国陕西省北部、洛河中游，是延安市辖的一个县。常住人口約21萬人。总面积为1,792.35平方公里。
洛川海拔约1000米左右，是著名的黄土塬区，黄土地貌发育典型，黑木沟辟有陕西洛川黄土国家地质公园。
1937年8月22日至25日，中共中央在县城北10公里冯家村召开了政治局扩大会议，通过了“抗日救国十大纲领”，被称为洛川会议，会址现设有洛川会议纪念馆。

## 行政区划
洛川县下辖1个街道办事处、8个镇：
凤栖街道、旧县镇、交口河镇、老庙镇、土基镇、石头镇、槐柏镇、永乡镇和菩提镇。

## 人口
根据第七次全国人口普查结果，现将2020年11月1日零时，洛川县常住人口的基本情况公布如下：全县常住人口为201663人，与2010年第六次全国人口普查的 220684人相比，减少19021人，下降8.62% ，年平均增长率为-0.90% 。

## 经济
洛川是农业县，盛产优质苹果。洛川县的苹果栽植数量居中国首位。

## 交通
西延铁路、包西铁路和 210国道过境。

## 文化
民间艺术有剪纸、刺绣、面花、皮影和独创的工艺品毛麻绣，还有洛川蹩鼓。县城有洛川民俗博物馆。